# Verum hendersoni
Verum hendersoni är en kräftdjursart som först beskrevs av Henry Augustus Pilsbry 1911.  Verum hendersoni ingår i släktet Verum och familjen Scalpellidae. Inga underarter finns listade i Catalogue of Life.